# Brittany Murphy
Brittany Anne Murphy-Monjack, född Bertolotti 10 november 1977 i Atlanta, Georgia, död 20 december 2009 i Los Angeles, Kalifornien, var en amerikansk skådespelerska. Hon medverkade i filmer som Smekmånaden, Clueless, Stulna år, 8 Mile, Sin City, Uptown Girls, Pojkarna i mitt liv och Spun.

## Biografi
Murphy föddes i Atlanta och hennes föräldrar skilde sig när hon var två år. Hon växte upp med sin mor i Edison, New Jersey och senare i Los Angeles, dit de flyttade för att Murphy skulle ta sig an en karriär som skådespelerska.
Sitt första engagemang i Hollywood fick hon vid 14 års ålder i TV-serien Drexell's Class och därefter medverkade hon i flera olika TV-serier. Genombrott på film var i filmen Clueless (1995) för vilken hon nominerades till ett Young Artist Award. Från 1997 och framåt gjorde hon även rösten till Luanne Platter i TV-serien King of the Hill. Efter Clueless medverkade hon i bland annat Drop Dead Gorgeous och Stulna år  (originaltitel Girl, interrupted) (båda 1999). Hon spelade huvudroller i bland annat Cherry Falls (2000) och Smekmånaden (originaltitel Just Married, 2003), i vilken hon spelade mot Ashton Kutcher som hon dessutom var tillsammans med en tid. En annan känd roll gjorde hon i filmen 8 Mile (2002). Hon medverkade även i mindre kända filmer som The Ramen Girl (2008) och Deadline (2009), samt spelade huvudrollen "Cilla" i TV-filmen Tribute (Begravt i glömska 2009), efter en bok av Nora Roberts.
Förutom skådespeleri ägnade hon sig även åt musik. År 2006 släppte hon singeln "Faster Kill Pussycat" (från albumet A Lively Mind) tillsammans med Paul Oakenfold. Den nådde förstaplatsen på Hot Dance Club Songs-listan. Hon sjöng också i den animerade filmen Happy Feet (2006), i vilken hon gjorde rösten som rollfiguren Gloria.

### Familj
Murphy förlovade sig 2005 med Joe Macaluso, men förhållandet tog slut året därpå. I maj 2007 gifte hon sig med manusförfattaren Simon Monjack.

### Död
Den 20 december 2009 på morgonen kollapsade Murphy i sitt hem.  Räddningstjänsten i Los Angeles kom till Murphys bostad i Los Angeles och hon fördes till sjukhuset Cedars-Sinai Medical Center. Hon dödförklarades där klockan 10:05 efter hjärtstillestånd. Hon blev 32 år gammal. Dödsorsaken fastställdes först till lunginflammation men obduktionen visade på överkonsumtion och förgiftning av läkemedel samt järnbristanemi. 23 maj 2010 dog även hennes make, Simon Monjack (född 1970), till följd av hjärtinfarkt.

## Filmografi i urval
- 1995 – Clueless - Tai
- 1995 – seaQuest DSV (TV-serie)
- 1996 – Dubbelspel
- 1998 – Drive
- 1998 – Mord i Phoenix - Veronica
- 1997–2009 – King of the Hill  (TV-serie) - Luanne Platter (231 avsnitt)
- 1999 – Stulna år - Daisy Randone
- 1999 – Drop Dead Gorgeous - Lisa Swenson
- 1999 – The Devil's Arithmetic (TV-film) - Rivkah
- 2000 – Cherry Falls - Jody Marken
- 2001 – Pojkarna i mitt liv - Fay Forrester
- 2001 – Don't Say a Word - Elizabeth Burrows
- 2001 – Summer Catch - Dede Mulligan
- 2002 – Spun - Nikki
- 2002 – 8 Mile - Alex
- 2003 – Uptown Girls - Molly Gunn
- 2003 – Smekmånaden - Sarah
- 2004 – Alla hans ex - Stacy
- 2005 – Sin City - Shellie
- 2006 – Love and Other Disasters - Emily Jackson-Jacks
- 2006 – The Dead Girl - Kristi
- 2006 – The Groomsmen - Sue
- 2006 – Happy Feet - röst till Gloria
- 2008 – The Ramen Girl - Abby
- 2009 – Begravt i glömska - Cilla McGowan
- 2009 – Across the Hall - June
- 2009 – Deadline - Alice Evans
- 2009 – MegaFault - Dr. Amy Lane
- 2010 – Abandoned - Mary Walsh
- 2014 – Something Wicked - Susan Webb (inspelad 2009)